# Nkasa-Rupara-Nationalpark

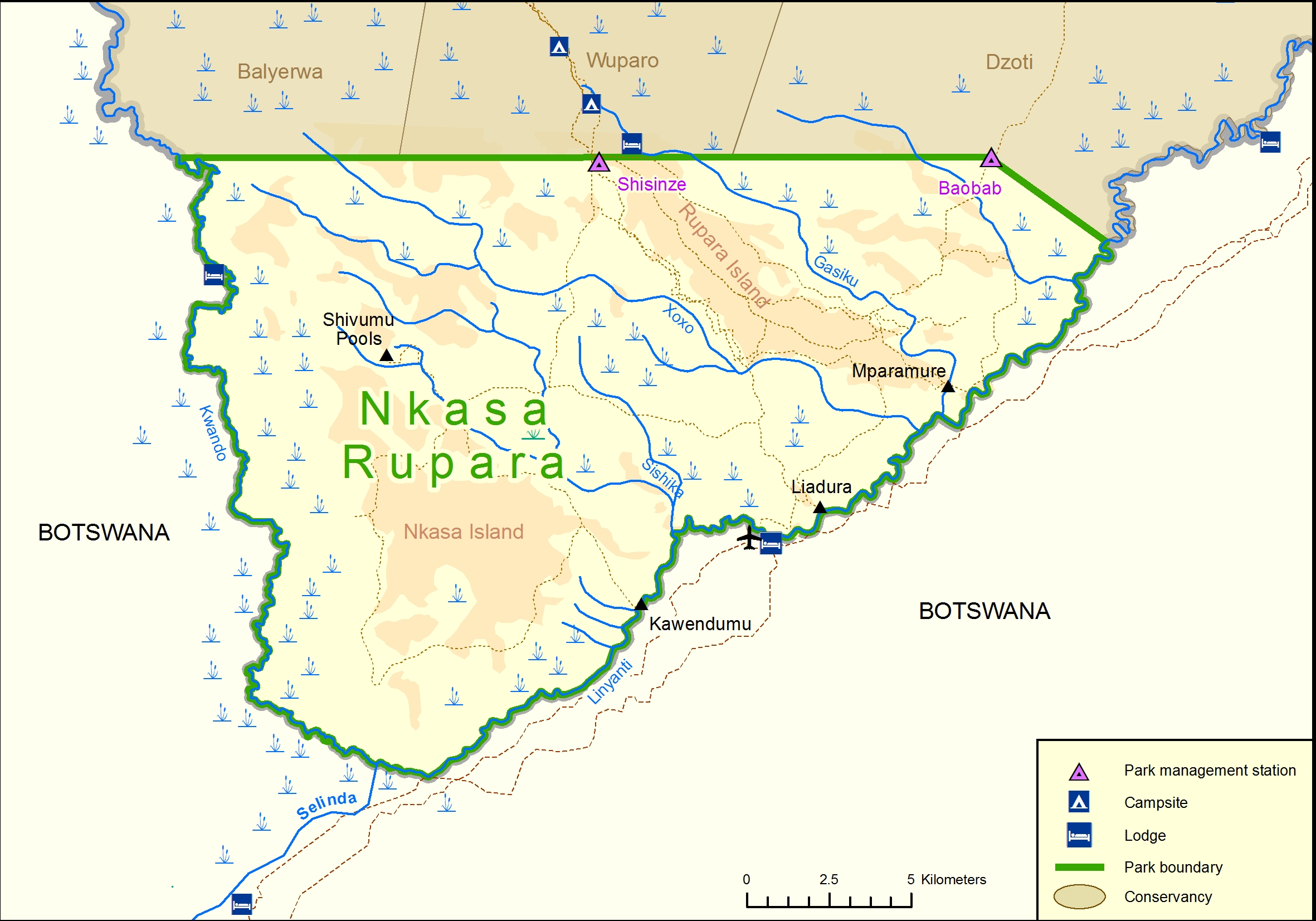
Karte des Schutzgebietes

Der Nkasa-Rupara-Nationalpark (englisch Nkasa Rupara National Park; davor – wohl fälschlicherweise – Nkasa Lupala; bis Mitte der 2000er Jahre Mamili-Nationalpark (englisch Mamili National Park)) ist ein Nationalpark und gleichzeitig das größte Feuchtgebiet in Namibia. Er liegt in der Mitte zwischen den Inseln Nkasa und Lupala (Rupara) im Fluss Kwando in der zentralsüdlichen Ecke des Caprivizipfels. Er ist Teil der Kavango-Zambezi Transfrontier Conservation Area (Kaza).
Während der Trockenzeit können die Inseln über Wege im Park erreicht werden, nach Regenfällen ist dieser aber bis zu 80 Prozent mit Wasser bedeckt, und die Inseln sind vom Festland abgeschnitten.
Im Park gibt es eine hohe Dichte an afrikanischen Großtieren, darunter den Afrikanischen Elefanten und Flusspferde.
Seit 2016 steht der Park als Teil eines Vorschlags zur Erweiterung der Welterbestätte Okavangodelta in Botswana um dessen in Namibia liegende Zulauf- und Randgebiete auf der Tentativliste von Namibia.